# Chrysler Patriot
Chronologie des modèles
La Chrysler Patriot était un prototype de voiture de course hybride turbine-électrique utilisant le stockage d'énergie du volant d'inertie, construite par Reynard Motorsport et SatCon Technology Corporation pour Chrysler en 1993 en tant que concept car mais avec l'intention expresse de gagner la course des 24 heures du Mans.

## Description
Le moteur était un moteur tétrapolaire, triphasé, 525 volts, pesant 65 kg, avec une vitesse maximale de 24 000 tr/min; il avait un boîtier en aluminium, était lubrifié à l'huile et avait un rapport moteur / entraînement final de 8:1. L'alimentation électrique était fournie par un alternateur triphasé refroidi par eau qui était intégré dans une turbine à gaz à deux étages, alimenté au gaz naturel liquéfié, fonctionnant à 50 000 tr/min à basse vitesse et à 100 000 tr/min à grande vitesse, pesant 84 kg. Une énergie supplémentaire pour l'accélération était fournie par un volant d'inertie SatCon en composite pesant 67 kg, logé dans une chambre à vide fonctionnant à 58 000 tr/min et couplé à la chaîne cinématique via des aimants permanents triphasés dans un réseau Halbach. En 1995, SatCon et Chrysler ont reçu le prix Discover pour l'innovation en ingénierie automobile pour le design de la Patriot.
La Patriot, tel qu'elle a été conçue pour la première fois, était différente dans de nombreux détails par rapport au design final, qui comportait de nombreux compromis, selon son créateur, l'ingénieur de Chrysler, Ian Sharp, qui a écrit que des conceptions similaires semblaient être envisagées pour la Formule 1 en 2012.
Bien que présentés avec beaucoup de fanfare comme un grand pas en avant pour le stockage et l'efficacité énergétiques alternatifs, les communiqués de presse concernant la Patriot se sont estompés. Il a plus tard était révélé que de graves problèmes avec l'intégrité mécanique du volant d'inertie ne pouvaient pas être surmontés, et la protection contre un volant d'inertie voltigeant entraînerait une pénalité de poids trop importante.
Il ne faut pas la confondre avec le Jeep Patriot, un SUV de 2007 construit par la même entreprise.